# شينوكيون
الشِينوكيّون هم شعب يشمل عدة مجموعات من السكان الأصليين في شمال غرب المحيط الهادئ في الولايات المتحدة الذين يتحدثون اللغات الشينوكية.